# Новомиколаївська сільська рада (Токмацький район)
| Новомиколаївська сільська рада — колишній орган місцевого самоврядування у Токмацькому районі Запорізької області з адміністративним центром у с. Новомиколаївка. Водоймища на території, підпорядкованій даній сільській раді: р.Курушан. Сільській раді підпорядковані населені пункти: - с. Новомиколаївка - с. Веселе - с. Запоріжжя - с. Курошани - с. Мостове - с. Українка |

## Склад ради
Загальний склад ради: 16 депутатів. Партійний склад ради: Партія регіонів — 13, Народна Партія — 3.

### Керівний склад ради
| ПІБ                              | Основні відомості                                                         | Дата обрання | Дата звільнення |
| -------------------------------- | ------------------------------------------------------------------------- | ------------ | --------------- |
| Чекмарьова Наталія Іванівна      | Сільський голова, 1950 року народження, освіта, позапартійна              | 26.03.2006   | 31.10.2010      |
| Залозний Володимир Олександрович | Сільський голова, 1957 року народження, освіта вища, член Партії регіонів | 31.10.2010   |                 |

Примітка: таблиця складена за даними джерела